# LL(1)
LL(1) — LL-анализатор, нисходящий алгоритм синтаксического разбора. Цифра 1 говорит, что для определения пути разбора нужна всего одна лексема.
Прост в написании вручную без использования автоматических генераторов. Используется для разбора кода в ряде языков программирования, таких, как Pascal и Python (до 3.8).
Очень быстр в исполнении и имеет характерное сообщение об ошибке вида «ожидался такой-то символ».

## Направляющие символы правила
Для каждого нетерминала A в грамматике генерируется множество терминалов First(A), определенное следующим образом:
- если в грамматике есть правило с A в левой части и правой частью, начинающейся с терминала, то данный терминал входит в First(A)
- если в грамматике есть правило с A в левой части и правой частью, начинающейся с нетерминала (обозначим B), то First(B) строго входит в First(A)
- никакие иные терминалы не входят в First(A)

Для каждого правила генерируется множество направляющих символов, определенное следующим образом:
- если правая часть правила начинается с терминала, то множество направляющих символов состоит из одного этого терминала
- иначе правая часть начинается с нетерминала A, тогда множество направляющих символов есть First(A)

Возможны обобщения этих определений для случая наличия правил вида A → null.
Понятно, что First(A) есть объединение множеств направляющих символов для всех правил с A в левой части.
Грамматика разбираема по LL(1), если для любой пары правил с одинаковой левой частью множества направляющих символов не пересекаются.
Для выяснения, разбираема ли грамматика по LL(1) или нет в общем виде, удобно пользоваться критерием LL(1)-грамматик.

## Описание анализатора
Используется стек, где находятся номера терминалов и нетерминалов, входной (терминалы) и выходной (номера правил) потоки.
Сначала в стек заносится E — начальный символ грамматики.
Далее для каждого нового символа из входного потока, пока он не закончился:
- если на вершине стека терминал, и он совпадает с символом входного потока — то а) вытолкнуть терминал из стека и б) потребить символ входного потока.
- если на вершине стека терминал, и он не совпадает с символом входного потока — то это синтаксическая ошибка «ожидался такой-то символ» (тот, что на стеке).
- иначе на вершине стека нетерминал, обозначим его A. Ищутся все правила с ним в левой части, для каждого правила просматриваются множества направляющих символов на предмет нахождения символа входного потока; он не может найтись там более одного раза, иначе грамматика не разбираема по LL(1).
- если символ нашелся, то осуществляется применение этого правила: номер правила выводится в выходной поток, со стека выталкивается один символ (это A) и взамен вталкивается вся правая часть правила, крайне левый символ правой части — последним. Символ входного потока не потребляется.
- иначе символ не нашелся вовсе. Тогда, если есть правило вида A → null — то A выталкивается с вершины стека. Символ входного потока не потребляется.
- иначе это синтаксическая ошибка, сообщение может быть выведено в виде «ожидалось одно из» и далее списком множество First(A) (для важнейших нетерминалов языка, например, для нетерминала «выражение», можно сформулировать ошибку в терминах имён нетерминалов).

## Языки
- Язык математических формул
- Паскаль
- Python